# Carlo Tognoli
Carlo Tognoli (Milano, 16 giugno 1938 – Milano, 5 marzo 2021) è stato un politico e giornalista italiano.
È stato sindaco di Milano, più volte ministro della Repubblica, deputato alla Camera ed europarlamentare.

## Biografia

### Attività politica nel PSI
Nel 1958, all'età di vent'anni, s'iscrisse al Partito Socialista Italiano. Perito chimico, lavorò per alcuni anni in una azienda farmaceutica specializzata nella produzione di derivati del cortisone con processi biochimici. Studente lavoratore, frequentò l'Università commerciale Luigi Bocconi di Milano senza terminarla. L'impegno politico lo portò a diventare un dirigente giovanile del partito dal 1958 al 1962, consigliere comunale di Cormano (Milano) dal 1960 al 1970 e segretario cittadino del PSI dal 1969 al 1970. Iniziò a ricoprire ruoli di rilievo dal 1970, quando divenne assessore comunale di Milano, fino al 1976, anno della sua elezione a primo cittadino. Tognoli è stato anche giornalista e direttore del mensile Critica Sociale dal 1981 al 1992. Fu altresì dirigente sportivo, ricoprendo la carica di presidente dell'Alcione, squadra del municipio 7 di Milano.

### Sindaco di Milano (1976-1986)
Dal maggio 1976 al dicembre 1986 ricoprì la carica di sindaco di Milano (il più giovane nella storia della città), dopo aver ricoperto dal 1970 al 1976 le cariche di assessore comunale rispettivamente all'Assistenza e Sicurezza Sociale, poi al Demanio e al Patrimonio e, poco prima di diventare primo cittadino, ai Lavori Pubblici.

### Eurodeputato PSI (1984-87)
Dal 1984 al 1987 fu membro del Parlamento europeo nelle liste del Partito Socialista Europeo.

### Deputato alla fine degli anni '80 e Ministro nei primi anni '90
Dimessosi dalla carica di europarlamentare, il 2 luglio 1987 venne eletto alla Camera dei deputati e successivamente ricoprì dal 1987 al 1992 la carica di ministro per i problemi delle aree urbane (nei governi Goria e De Mita) e poi di Ministro del turismo e dello spettacolo nei governi Andreotti VI e VII.

#### Coinvolgimento in Tangentopoli
Il 1º maggio 1992 Tognoli ricevette un avviso di garanzia assieme al suo collega di partito (e successore alla carica di primo cittadino di Milano) Paolo Pillitteri, nell'ambito dello scandalo Tangentopoli. Fu in seguito condannato a 3 anni e 3 mesi di reclusione per ricettazione delle tangenti di Mario Chiesa.

### Incarichi negli anni '90 e 2000
Nel 1995, allontanatosi dalla scena politica, ottenne un incarico in Mediobanca da parte di Enrico Cuccia, cui rimarrà sempre riconoscente.
Nel 2001 il suo nome circolò come possibile candidato alla carica di sindaco di Milano nelle file della coalizione politica di sinistra L'Ulivo. Fu presidente del Museo nazionale della scienza e della tecnologia Leonardo da Vinci di Milano dal febbraio 2003 al gennaio 2005.
Dal 2005 al 2009 fu alla presidenza della "Fondazione Ospedale Maggiore di Milano", nominato dal presidente della Regione Lombardia Roberto Formigoni.

### Incarichi negli anni 2010
Il 1º dicembre 2009 Tognoli fu nominato presidente dell'Istituto per la scienza dell'amministrazione pubblica da Guido Podestà, presidente della provincia di Milano dal 2009 al 2014, avvicendandosi con Ugo Finetti, che lo è stato dello stesso istituto dal 18 aprile 2011 fino al 2014. Dal 2013 al 2016 presiedette una società all'interno di Mediobanca.

### Morte
Tognoli è morto nella sua abitazione venerdì 5 marzo 2021, all'età di 82 anni, vittima delle conseguenze da COVID-19. Era rimasto contagiato a novembre 2020, mentre si trovava ricoverato all'Istituto ortopedico Gaetano Pini per la frattura del femore, e vi era rimasto ricoverato fino a qualche giorno prima del decesso. Sabato 6 marzo, è stato tenuto il lutto cittadino. La camera ardente è stata allestita in Sala Alessi, a Palazzo Marino, e lì nella mattinata di domenica 7 marzo si è tenuto il funerale laico. Tognoli è poi stato cremato, e le sue ceneri sono state poste in una celletta del cimitero di Chiaravalle, per poi essere trasferite in occasione del 2 novembre nella cripta del Famedio del cimitero monumentale, così come le ceneri del suo successore Marco Formentini, deceduto due mesi prima.